# Battaglia di Shanghai
La battaglia di Shanghai fu combattuta dall'agosto al novembre 1937 durante la seconda guerra sino-giapponese, tra l'Esercito nazionalista cinese e l'Esercito imperiale giapponese. Fu una delle battaglie più grandi, sanguinose e violente combattute durante il conflitto sino-giapponese e si concluse dopo oltre tre mesi di scontri con la vittoria giapponese e la ritirata delle truppe cinesi.
Dopo l'Incidente del ponte di Marco Polo e le prime vittorie giapponesi nel settore Pechino-Tientsin, il comandante in capo del Kuomintang, il generalissimo Chiang Kai-shek, decise di concentrare le sue divisioni migliori, addestrate dai consiglieri militari inviati dalla Germania, nel settore di Shanghai per fermare l'avanzata nemica, dare una dimostrazione della volontà della Cina nazionalista di non cedere all'aggressione, suscitando in questo modo la simpatia della Potenze occidentali, e guadagnare tempo per evacuare le industrie nell'interno della Cina.
Durante i tre mesi di sanguinosi combattimenti, i soldati giapponesi e cinesi si scontrarono a distanza ravvicinata, in un tipo di guerra urbana simile alla successiva battaglia di Stalingrado della seconda guerra mondiale, nel centro di Shanghai, nelle città della periferia e sulle spiagge dello Yangtze Kiang, dove i giapponesi avevano effettuato alcuni sbarchi. La battaglia, che coinvolse oltre un milione di soldati delle due parti concentrati in uno spazio ristretto, può essere suddivisa in tre fasi: la prima fase, tra il 13 e il 22 agosto 1937, durante la quale le truppe cinesi cercarono, senza riuscirci, di eliminare le forze giapponesi presenti nel centro di Shanghai; il secondo periodo, compreso tra il 23 agosto e il 26 ottobre 1937, fu caratterizzato dall'arrivo di ingenti rinforzi di truppe scelte giapponesi che, al comando del generale Iwane Matsui, iniziarono sistematiche operazioni per conquistare l'area urbana, che venne lentamente occupata dopo cruenti scontri "casa per casa", e le regioni circostanti; infine l'ultima fase, dal 26 ottobre alla fine di novembre 1937, nel corso della quale, le superstiti truppe cinesi ripiegarono per evitare un accerchiamento e si ritirarono combattendo lungo la strada in direzione della capitale cinese Nanchino.

## Denominazione nelle fonti
In Cina la battaglia di Shanghai è conosciuta anche come battaglia di Songhu (淞滬會戰; Sōnghù Huìzhàn); il termine Song (淞) è una contrazione di Wusong (吳凇), un centro strategico situato nei sobborghi settentrionali di Shanghai, dove il fiume Huangpu confluisce nello Yangtze Kiang; Hu (滬) invece è l'abbreviazione di Shanghai. Nelle fonti cinese la battaglia viene denominata anche 813, indicando in questo modo il giorno 13 agosto, la data di inizio dei combattimenti principali.
Alcune fonti giapponesi invece fanno riferimento alla battaglia con la denominazione di "Secondo incidente di Shanghai" (第二次上海事変?, 第二次上海事変, Dai-niji Shanhai jihen), per distinguerla dal cosiddetto Primo incidente di Shanghai del 1932. In realtà la battaglia di Shanghai non fu un semplice "incidente" ma un vero scontro generale tra due grandi eserciti che segnò l'inizio della guerra totale tra la Cina e l'Impero del Giappone.

## Guerra totale tra Cina e Giappone

### Situazione strategica
Dopo l'inizio della seconda guerra sino-giapponese il 7 luglio 1937, i combattimenti più importanti avevano interessato la Cina settentrionale e le operazioni offensive giapponesi si erano concluse all'inizio di agosto, dopo la battaglia di Pechino-Tientsin, con l'occupazione di Pechino. In realtà inizialmente sembra che né la Cina nazionalista né il Giappone fossero intenzionate a trasformare una serie di schermaglie di poco conto in una guerra generale tra i due paesi; la dirigenza politica giapponese si attendeva una rapida tregua che avrebbe condotto a negoziati e all'acquisizione di ulteriori territori della Cina, come era avvenuto in precedenza dopo l'Incidente di Mukden del 1931, l'Incidente del 28 gennaio 1932, l'Incidente della Grande Muraglia del 1933 e in numerose altre occasioni alla metà degli anni trenta.

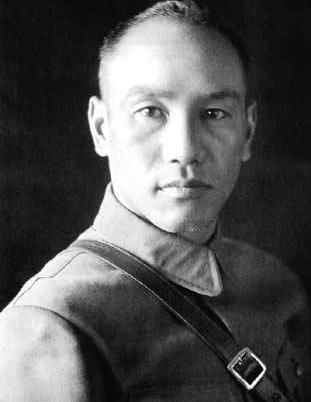
Il generalissimo Chiang Kai-shek, capo supremo del Kuomintang.

Il generalissimo Chiang Kai-shek invece ritenne che l'Incidente del ponte Marco Polo fosse un audace tentativo da parte dei capi del Giappone di distaccare irreversibilmente le province settentrionali dal resto della Cina e incorporarle nello Stato fantoccio del Manchukuò dominato dall'Armata del Kwantung. Questi eventi, avvenuti subito dopo l'Incidente di Xi'an e la formazione del fronte unito di resistenza tra Nazionalisti e Comunisti cinesi, provocarono quindi il "punto di rottura" (最後關頭) della vecchia politica di Chiang di tolleranza verso l'aggressività giapponese secondo il concetto fondamentale di raggiungere "la pacificazione interna" prima di iniziare la "resistenza esterna"; egli quindi ritenne che fosse giunto il momento di affrontare una grande guerra decisiva contro l'Impero giapponese.

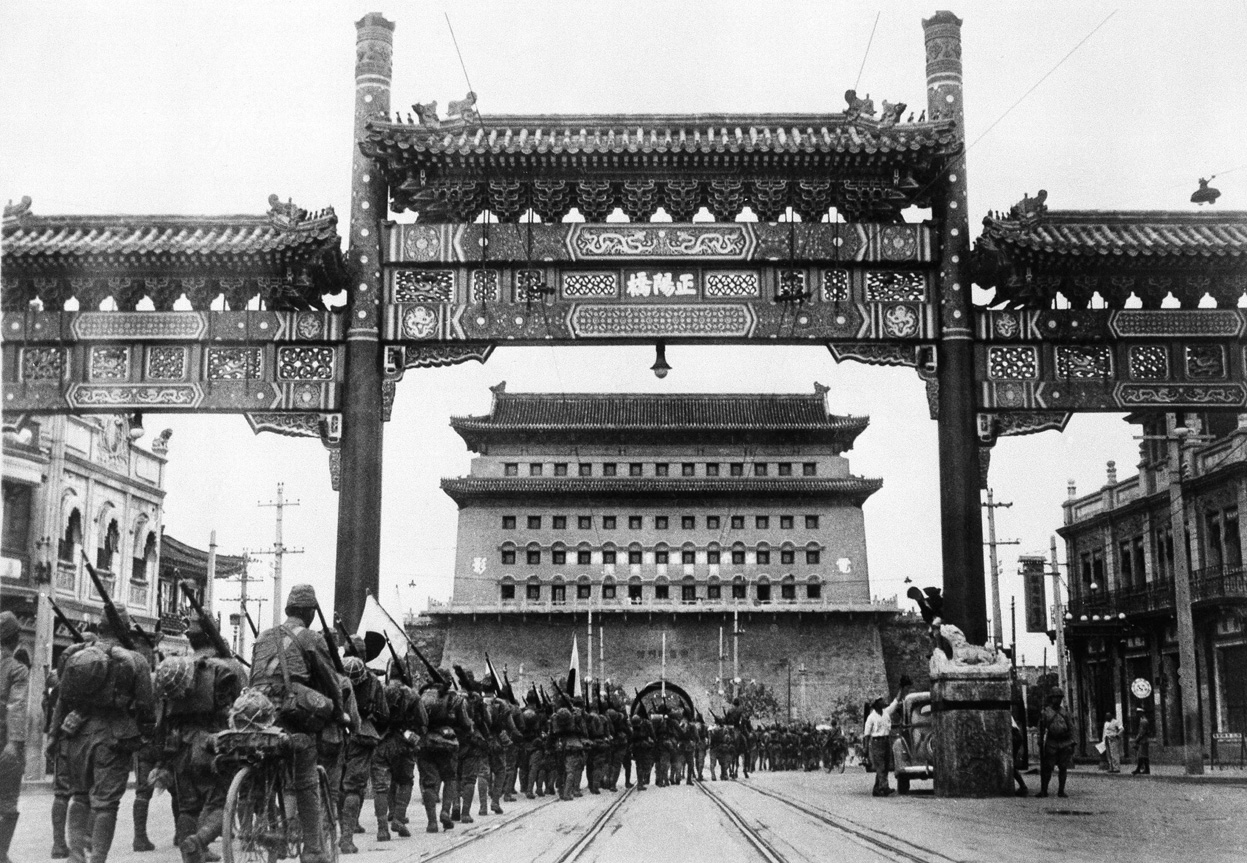
Le truppe giapponesi entrano a Pechino il 13 agosto 1937.

Dal punto di vista della strategia militare Chiang Kai-shek e i suoi consiglieri ritenevano che l'esercito giapponese avrebbe cercato di avanzare dalla Cina settentrionale lungo le linee ferroviarie Pechino-Hankou e Tientsin-Pukou, per raggiungere Wuhan e le regioni della Cina centrale e orientale. Un'avanzata giapponese lungo la direttrice verticale nord-sud avrebbero richiesto da parte dell'esercito cinese una difficile manovra a tenaglia lungo un asse orizzontale; le truppe cinesi tuttavia non apparivano in grado di compiere operazioni complicate di questo tipo, mentre l'Esercito imperiale giapponese disponeva di una netta superiorità qualitativa ed era molto più mobile essendo equipaggiato anche con efficaci mezzi corazzati. Lo schieramento cinese a nord era debole militarmente e le linee difensive più solide si trovavano nella Cina orientale, nella regione del delta del fiume Yangtze Kiang. Inoltre le truppe giapponesi potevano ricevere rinforzi agevolmente direttamente dal Giappone, passando per la Corea e il Manchukuò fino alla Cina settentrionale, grazie alla superiorità navale e alla disponibilità di adeguate linee ferroviarie. I movimenti delle truppe cinesi al contrario erano fortemente intralciati dalla mancanza di mezzi motorizzati e di ferrovie efficienti; in gran parte i soldati cinesi dovevano raggiungere le linee del fronte marciando a piedi. I rinforzi cinesi di conseguenza avrebbero impiegato molto più tempo a raggiungere la Cina settentrionale partendo dalla Cina centrale che le truppe giapponesi inviate dalle isole del Giappone; di fatto il trasferimento in massa dell'esercito cinese per combattere la battaglia decisiva nella Cina settentrionale era logisticamente e strategicamente impossibile.
La situazione strategica dell'esercito nazionalista cinese era difficile: se le truppe giapponesi fossero avanzate da nord verso sud e avessero occupato Wuhan, avrebbero potuto subito dopo deviare verso est in direzione della Cina centrale e orientale, isolando completamente la regione di Shanghai e Nanchino e ricacciando in mare le truppe cinesi accerchiate. La Marina imperiale giapponese aveva il totale predominio navale nelle acque del Mar Cinese e avrebbe potuto impedire una eventuale evacuazione marittima dei soldati cinesi. Chiang decise, per evitare questo pericolo strategico, di organizzare un secondo fronte di guerra nella regione di Shanghai con l'intenzione di attirarvi le truppe nemiche e alleggerire in questo modo la situazione nel teatro bellico della Cina centro-settentrionale. Il suo piano prevedeva di costringere i giapponesi a rinunciare ad una direttrice di avanzata nord-sud che avrebbe potuto essere decisiva, a favore di una direttrice da est a ovest che strategicamente sarebbe stata molto meno pericolosa per le truppe nazionaliste. In questo caso, anche se i giapponesi avessero conquistato le grandi città di Shanghai, Nanchino e Wuhan, le truppe cinesi avrebbero avuto spazio per ripiegare verso sud-ovest; il piano de generalissimo e dei suoi consiglieri prevedeva di combattere con la massima determinazione per ritardare il più possibile l'avanzata nemica guadagnando tempo per trasferire gli organi di governo del Kuomintang e le industrie più importanti verso l'interno della Cina; si trattava di "cedere spazio per guadagnare tempo" (以空間換取時間).

### Situazione politica
Chiang in origine era sembrato convinto che la Cina necessitasse di alcuni anni di pace interna e di coesione nazionale per organizzare un grande esercito e mettere in funzioni le industrie necessarie per combattere con possibilità di vittoria contro il Giappone. Egli temeva che una guerra prematura avrebbe rovinato i suoi piani e preparativi, e inizialmente si limitò a combattere i piccoli e localizzati "incidenti" della prima metà degli anni trenta. Questa politica apparentemente rinunciataria nei confronti delle aggressioni giapponesi però rischiava di minare la popolarità di Chiang e del Kuomintang. Dopo l'accordo di pacificazione con i comunisti, il generalissimo diventò finalmente un capo apprezzato dal popolo e venne considerato il solo dirigente nazionale in grado di condurre la guerra contro il Giappone. Chiang si trovò quindi costretto, per salvare la sua popolarità di capo nazionale e il suo prestigio politico, ad entrare in guerra nonostante che egli rischiasse di perdere, in caso di conflitto bellico totale, le sue migliori divisioni appena organizzate dai consiglieri militari tedeschi e mettesse anche in pericolo la nascente base industriale della nazione.

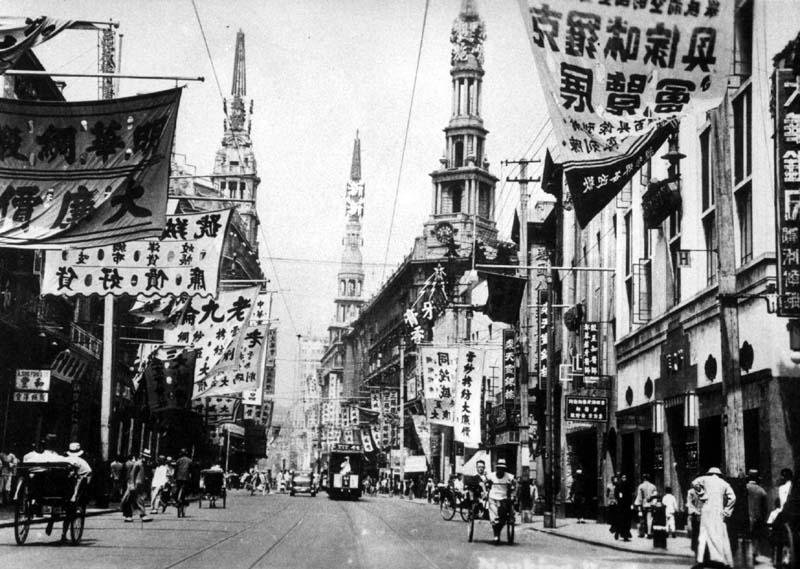
Un settore del centro di Shanghai negli anni trenta.

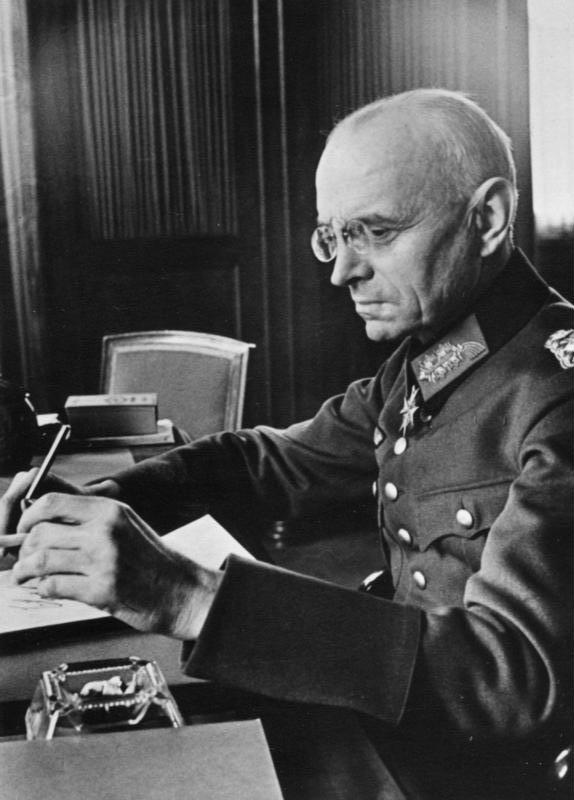
Il generale tedesco Alexander von Falkenhausen era il principale consigliere militare di Chiang Kai-shek all'inizio della guerra sino-giapponese.

La posizione di Chiang non era facile: se avesse combattuto una guerra totale contro i giapponesi avrebbe guadagnato grandi consensi tra i cinesi ma avrebbe logorato il suo potere politico che era basato in gran parte sulla sua forza militare nei confronti dei vari signori della guerra; se invece avesse rinunciato ad opporsi con le armi e avesse fatto ulteriori concessioni ai giapponesi, avrebbe conservato le sue forze militari ma sarebbe apparso anti-patriottico, perdendo gran parte del favore popolare. Chiang corse un grande rischio prendendo la decisione di combattere una guerra totale e affrontare una grande battaglia per Shanghai. Egli prese questa decisione verosimilmente anche per altre ragioni economiche e politiche; le province di Zhejiang e Jiangsu costituivano la base economica principale della regione del basso corso dello Yangtze Kiang e i principali centri di sviluppo industriale creati nell'ultimo decennio erano stati attivati in questi territori; Nanchino era la capitale ufficiale della Cina nazionalista e il solo luogo dove il governo centrale di Chiang poteva esercitare un'autorità totale mentre nella Cina settentrionale dominavano i giapponesi e le altre province erano ancora soggette al potere dei vari signori della guerra o di altre fazioni del Kuomintang.
Shanghai era una città cosmopolita e il luogo dove si concentravano gli investimenti e gli interessi economici delle grandi potenze internazionali, compresi gli Stati Uniti, la Gran Bretagna e la Francia. In precedenza le potenze occidentali avevano evitato di condannare apertamente le aggressioni giapponesi a causa delle loro preoccupazioni prioritarie per la situazione in Europa ed anche per l'utile ruolo di opposizione all'Unione Sovietica svolto dal Giappone in Estremo Oriente, ma Chiang riteneva possibile che in caso di attacco nipponico a Shanghai, l'Occidente sarebbe intervenuto al suo fianco, dato che un conflitto aperto avrebbe interferito negativamente sugli interessi commerciali delle potenze che quindi avrebbero ricercato un compromesso favorevole alla Cina.
Nonostante queste ottimistiche considerazioni, Chiang peraltro non poteva ignorare le passate esperienze in cui le reazioni internazionali si erano limitate alle inefficaci condanne espresse dalla Società delle Nazioni; fin dal 1935 il suo principale consigliere militare tedesco, il generale Alexander von Falkenhausen, gli aveva detto che il Trattato delle Nove Potenze del 1922 sulla salvaguardia dell'integrità della Cina, era solo un inutile "pezzo di carta" e che egli non avrebbe dovuto porre grandi speranze in un intervento a suo favore della comunità internazionale; il generale lo avvertì che la Cina doveva prepararsi a combattere da sola contro il Giappone per almeno due anni, senza fare conto su cambiamenti sostanziali della situazione internazionale.

### Piani e preparativi

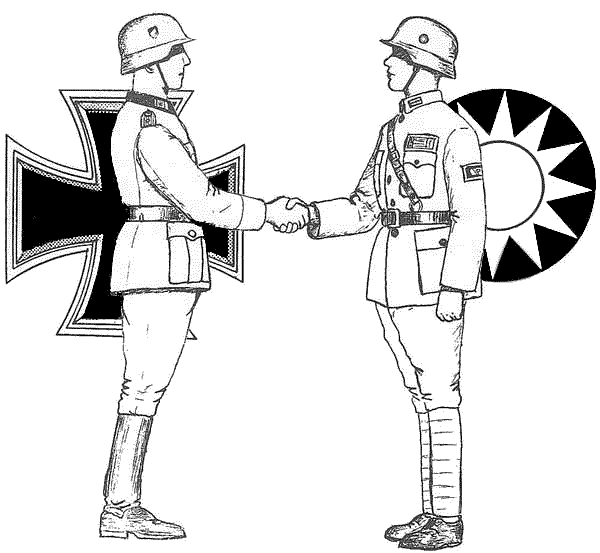
Manifesto di propaganda che celebra la cooperazione militare tra Germania nazista e Cina nazionalista.

Prima di affrontare una grande battaglia per Shanghai, Chiang e i suoi principali consiglieri erano piuttosto ottimisti sulle possibilità di successo; nel 1932 l'esercito cinese era riuscito a fermare le truppe giapponesi nell'Incidente di Shanghai e dopo la tregua seguita a quei combattimenti il generalissimo aveva potenziato le forze di polizia militarizzata che egli era autorizzato a mantenere all'interno dell'area urbana della grande città. Il generale Zhang Zhizhong, un veterano dell'incidente del 1932, ricevette l'incarico di pianificare e dirigere la difesa di Shanghai; l'esperto comandante riteneva che l'esercito cinese mancasse di sufficienti reparti di artiglieria e mezzi corazzati e quindi dovesse soprattutto affidarsi alla superiorità numerica iniziale per prendere risolutamente l'iniziativa e respingere i giapponesi in mare prima che avessero avuto il tempo di inviare rinforzi sostanziali.

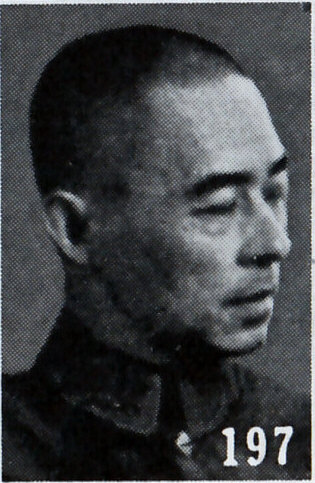
Il comandante in capo cinese a Shanghai, generale Zhang Zhizhong.

Le difese di Shanghai erano state preparate fin dal 1933; nella regione del delta dello Yangtze Kiang erano state predisposte tre zone militari: Nanchino, Nanchino-Hangzhou, and Nanchino-Shanghai, mentre nel 1934 con l'assistenza militare della Germania nazista aveva avuto inizio la costruzione della cosiddetta "Linea Hindenburg cinese", costituita da una serie di fortificazione per consolidare le difese in profondità. Due di queste linee fortificate, la linea Wufu (吳福線) tra Suzhou e Fushan, e la linea Xicheng (錫澄線) tra Wuxi e Jiangyin, erano state costituite per proteggere la strada per Nanchino nel caso in cui i giapponesi fossero riusciti a occupare Shanghai. Nonostante questi preparativi, tuttavia l'addestramento del personale assegnato a queste linee difensive non era ancora stato completato al momento dell'inizio della guerra.
L'Esercito nazionalista cinese nel 1937 era costituito teoricamente da circa 1,75 milioni di soldati, ma di fatto la forza militare reale cinese era molto inferiore dato che la maggior parte di queste truppe era scarsamente addestrata, mancava di equipaggiamenti moderni, era poco istruita e priva di conoscenze sulla guerra moderna. Circa 300 000 soldati erano sufficientemente addestrati ed erano stati recentemente organizzati in 20 divisioni; tra questi reparti moderni, le truppe migliori a disposizione di Chiang erano certamente gli 80 000 soldati delle otto divisioni addestrate dai consiglieri della Germania ed equipaggiate con materiale e armi tedesche anche se erano presenti anche in questi reparti carenze di mezzi. In pratica su un esercito di quasi due milioni di uomini, meno di 100 000 soldati cinesi erano in grado di fronteggiare efficacemente le truppe giapponesi. Chiang decise di inviare le sue truppe migliori nella battaglia di Shanghai che egli riteneva decisiva per la guerra e per la sopravvivenza della Cina.
Dall'inizio degli scontri il 7 luglio 1937, le forze armate giapponesi avevano condotto le operazioni principali nella Cina settentrionale, le province di Hebei, Shanxi, Chahar, dove erano state inviate le truppe della Armata di guarnigione in Cina e di parte dell'Armata del Kwantung. L'invasione giapponese aveva fortemente accresciuto gli episodi di protesta anti-nipponica e di boicottaggio di prodotti giapponesi con serie ripercussioni sul commercio con la Cina; questi fenomeni erano particolarmente rilevanti a Shanghai dove si concentravano gli interessi commerciali delle imprese economiche del Giappone. Per questo motivo la Marina imperiale giapponese aveva sollecitato l'invio di rinforzi di truppe nella città per proteggere le fabbriche e i cittadini nipponici in caso di violenze cinesi, ma l'Esercito imperiale fino all'inizio di agosto 1937 si rifiutò di cooperare. I capi dell'esercito non erano intenzionati infatti a schierare grandi forze terrestri nella Cina centrale e orientale temendo che in questo modo si sarebbe creata una carenza di truppe nella Cina settentrionale e nel Manchukuò che proteggevano anche il confine con l'Unione Sovietica che era considerata la minaccia militare più importante ai possedimenti in Cina. L'Esercito imperiale quindi era contrario ad indebolire la Cina settentrionale; inoltre si temeva che uno schieramento di forze nella Cina centrale avrebbe potuto provocare un confronto diretto con le altre potenze straniere presenti nelle concessioni internazionali della regione di Shanghai.

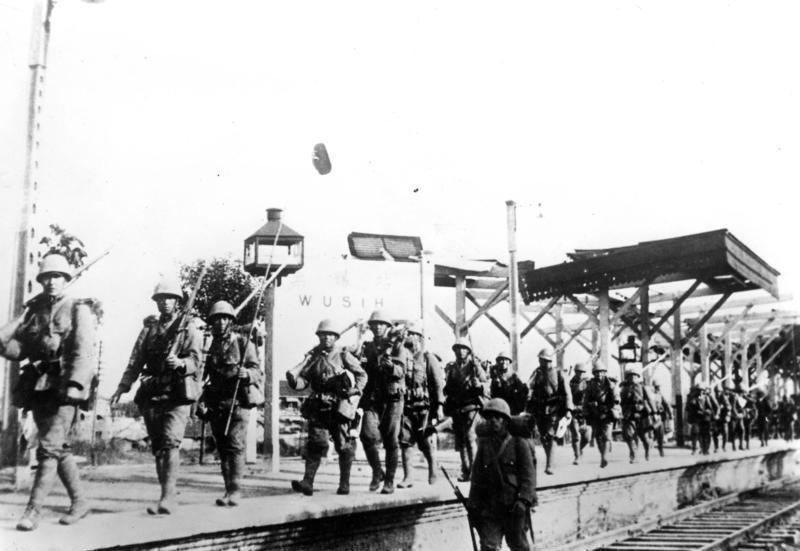
Truppe giapponesi in marcia verso Nanchino.

L'alto comando dell'Esercito imperiale giapponese aveva scarsa considerazione della capacità militare cinese e riteneva che, essendo la Cina ancora lacerata dalla Guerra civile interna, Chiang Kai-shek non avrebbe sprecato le sue truppe migliori in un confronto diretto contro le superiori truppe giapponesi; di conseguenza secondo l'alto comando non era affatto necessario trasferire ingenti forze terrestri nella Cina centrale. I capi del Giappone non desideravano un allargamento del conflitto e intedenvano sconfiggere rapidamente la Cina per evitare di rovinare i loro piani contro l'Unione Sovietica. L'alto comando della Marina imperiale tuttavia continuò a richiedere lo schieramento di truppe nella Cina centrale e il 10 agosto 1937, mentre la tensione cresceva nella regione di Shanghai, il ministro della Marina, ammiraglio Mitsumasa Yonai, presentò formalmente le sue richieste in una riunione del governo. In un primo momento i generali Kanji Ishiwara e Yoshijirō Umezu si opposero e affermarono che il fronte di Shanghai avrebbe dovuto rimanere di esclusiva competenza della Marina imperiale, ma alla fine l'alto comando dell'esercito approvò le richieste e iniziò ad inviare truppe di rinforzo nella regione del delta dello Yangtze Kiang.
I capi militari giapponesi, nonostante i contrasti interni, erano ottimisti; il ministro della Guerra, generale Hajime Sugiyama, riteneva che sarebbe stato possibile travolgere la resistenza cinese nella Cina centrale in tre giorni e mettere fine vittoriosamente alla guerra in tre mesi. Essi sottovalutavano la tenacia delle nuove divisioni cinesi e la determinazioni dei dirigenti del Kuomintang. L'Esercito imperiale effettivamente, impregnato della mistica del bushido e dei samurai, appariva una formidabile macchina da guerra; la sua grande forza era costituita, oltre all'armamento ed equipaggiamento relativamente moderni e alla cooperazione aerea e navale, dai soldati di fanteria che erano resistenti, coraggiosi e dotati di grande spirito combattivo: spesso brutali e violenti, i soldati giapponesi era però disposti a combattere fino all'ultimo uomo senza mai pensare di arrendersi. Al momento dell'inizio della battaglia di Shanghai tuttavia le forze dell'Esercito imperiale nella città erano minime e la guarnigione, costituita solo da 7 000 uomini, era costituita in gran parte da reparti della Fanteria di marina e da truppe di seconda linea. La debole guarnigione giapponese era però avvantaggiata dalla disponibilità di fabbriche, caserme fortificate e oltre ottanta postazioni difensive e bunker all'interno della città. Le truppe nipponiche inoltre potevano richiedere l'appoggio della Terza flotta che, al comando dell'ammiraglio Kiyoshi Hasegawa, pattugliava i corsi d'acqua che attraversano Shanghai e poteva impiegare i suoi cannoni pesanti contro l'area urbana.

## La battaglia

### Preludio

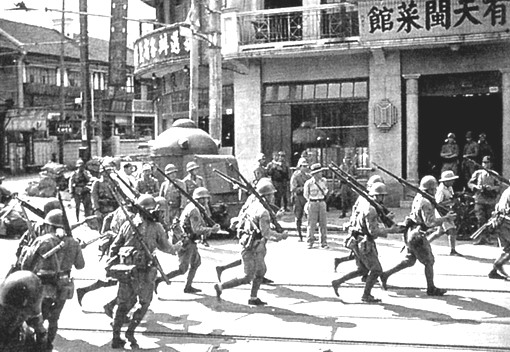
Fanteria di marina giapponese arriva a Shanghai.

Il 9 agosto 1937 si verificò un primo, oscuro incidente a Shanghai che diede inizio alla sequenza di eventi: il tenente della Fanteria di marina giapponese Isao Ōyama (大山勇夫?) cercò di superare con un'automobile il posto di guardia cinese ai cancelli dell'aeroporto di Hongqiao. L'accesso di personale giapponese all'aeroporto di Shanghai era illegale secondo le clausole della tregua stipulata nel 1932. Dopo accese discussioni con i militari cinesi, il tenente avrebbe aperto improvvisamente il fuoco con la sua pistola, uccidendo una delle guardie ai cancelli; subito dopo il tenente Oyama venne a sua volta ucciso dagli altri militari cinesi .
I dettagli dell'incidente e le reali intenzioni del tenente Oyama rimangono poco chiari, ma in ogni caso il sanguinoso evento accrebbe ulteriormente le tensioni sino-giapponesi. Il 10 agosto il Console generale nipponico richiese provocatoriamente che i cinesi ritirassero le truppe del cosiddetto "Corpo di polizia per la preservazione della pace", che essi erano autorizzati a schierare dentro la città, e smantellassero le loro fortificazioni difensive intorno all'area abitata. Dopo l'incidente inoltre il Giappone inviò nuovi reparti di fanteria di marina a Shanghai e a sua volta Chiang Kai-shek iniziò a mettere in campo ingenti forze regolari cinesi nell'area della città a partire dall'11 agosto 1937.
Il 12 agosto 1937 si riunirono i rappresentanti delle grandi potenze e il Giappone chiese formalmente che fosse imposto al governo della Cina il ritiro delle proprie truppe da Shanghai, ma il sindaco della città Yu Hung-chun protestò contro questa richiesta e affermò polemicamente che il Giappone aveva per primo violato gli accordi con la vera e propria invasione della Cina iniziata il 7 luglio 1937. Le grandi potenze occidentali avrebbero voluto un accordo tra le parti e temevano soprattutto un nuovo sanguinoso incidente a Shanghai come nel 1932, ma ormai la situazione stava rapidamente diventando incontrollabile; gli abitanti della città accoglievano con grande entusiasmo le truppe cinesi arrivate a Shanghai e la tensione tra le due parti aumentava continuamente. I rappresentanti cinesi e giapponesi si incontrarono per l'ultima volta a Nanchino in un ultimo tentativo di raggiungere un accordo negoziato; il Giappone richiese che fossero ritirati tutti i componenti del "Corpo di polizia per la preservazione della pace" e tutte le truppe regolari cinesi schierate nell'area della città, mentre i rappresentanti cinesi ribatterono che la richiesta giapponese era inaccettabile dato che i due paesi erano già in guerra nella Cina settentrionale. Il Giappone alla fine diede la responsabilità della rottura alla Cina a causa dello schieramento unilaterale di truppe regolari intorno a Shanghai. Le posizioni erano inconciliabili e ulteriori negoziati impossibili; divenne evidente che non esisteva alternativa all'estensione della guerra anche alla Cina centrale.

### Prima fase (13 - 22 agosto 1937)

#### Combattimenti all'interno della città

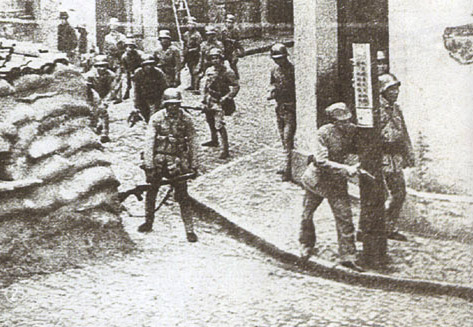
Truppe cinesi della 88ª Divisione in combattimento a Shanghai.

I primi scontri armati si verificarono alle ore 09.00 del 13 agosto 1937 tra i militari cinesi del "Corpo di polizia di preservazione della pace" e le truppe di marina giapponesi nei distretti di Shanghai, Zhabei, Wusong e Jiangwan; alle ore 15.00 alcuni reparti giapponesi presero l'iniziativa, attraversarono il ponte Bazi (八字橋) nel distretto di Zhabei, e attaccarono diversi settori della città. La 88ª Divisione dell'Esercito nazionalista cinese rispose aprendo il fuoco con i mortai e sporadici scontri armati continuarono fino alle ore 16.00 quando il quartier generale giapponese richiese alle navi della Terza flotta stazionanti nelle acque dello Yanktze Kiang e dello Huangpu di aprire il fuoco con i cannoni pesanti contro la città. Nel corso della notte Chiang Kai-shek ordinò formalmente al generale Zhang Zhizhong di iniziare il giorno seguente le operazioni offensive cinesi per eliminare le truppe giapponesi in città e il mattino successivo le forze aeree cinesi iniziarono il bombardamento di alcuni obiettivi giapponesi, mentre le forze terrestri sferravano l'attacco generale. Lo stesso giorno, 14 agosto 1937, il governo cinese del Kuomintang diramò ufficialmente il "Proclama della guerra di resistenza e autodifesa" (自衛抗戰聲明書), dimostrando pubblicamente la sua risolutezza contro l'aggressione giapponese. Ebbe in questo modo inizio la battaglia di Shanghai.

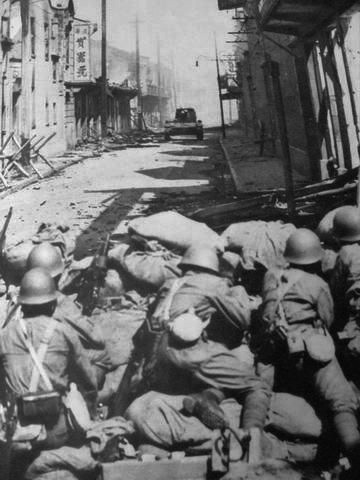
Postazione giapponese in azione contro carri armati cinesi lungo una strada di Shanghai.

Il piano originario del generale Zhang Zhizhong prevedeva di sfruttare la superiorità numerica iniziale delle forze cinesi, 100 000 uomini, per attaccare di sorpresa la guarnigione giapponese, salita a 20 000 uomini, e schiacciarla contro il fiume Huangpou; quindi egli intendeva bloccare solidamente la costa per impedire al nemico di sbarcare rinforzi di truppe sui moli dello Huangpu, tra Yangshupu (楊樹浦) e Hongkou (虹口). La 88ª Divisione, reparto scelto addestrato dai consiglieri tedeschi, avrebbe attaccato il quartier generale dell'Esercito imperiale vicino Zhabei, mentre la 87ª Divisione avrebbe assaltato la fabbrica tessile Kung-ta, dove si trovava la sede del comando navale giapponese. Il generale Zhang riteneva che sarebbe stata necessaria una settimana di combattimenti per raggiungere gli obiettivi ma nella realtà le operazioni si dimostrarono molto più difficili del previsto e le sue truppe furono fermate nelle vicinanze del settore delle Concessioni straniere. Le truppe giapponesi avevano organizzato solide posizioni fortificate che erano in grado di resistere anche a fuoco degli obici pesanti da 150 mm e divenne necessario per i reparti cinesi avanzare allo scoperto per raggiungere i capisaldi e distruggerli a distanza ravvicinata. L'avanzata delle forze del generale Zhang di conseguenza fu molto più lenta del previsto e svanì ogni possibilità di successo di sorpresa.

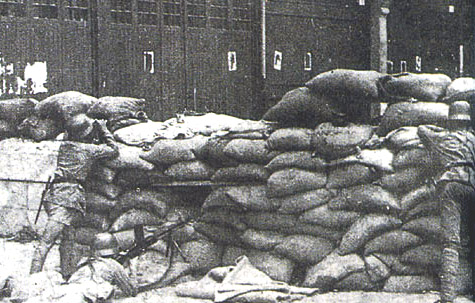
Soldati cinesi al riparo dietro una barricata di sacchi di sabbia.

Mancando delle armi pesanti necessarie per distruggere direttamente le posizioni fortificate giapponesi, il generale Zhang Zhizhong decise di cercare di accerchiarle; il 16 agosto egli ordinò ai suoi soldati di occupare le strade circostanti i capisaldi nemici. Dopo aver rastrellato con successo una strada, le truppe cinesi avrebbero dovuto costituire uno sbarramento stradale con sacchi di sabbia e in questo modo avrebbero gradualmente circondato ogni singola fortificazione, tagliandola fuori da ogni possibile via d'uscita. Queste tattiche inizialmente ottennero alcuni successi e i soldati cinesi furono in grado di distruggere numerose postazioni e avamposti nemici. In un secondo momento tuttavia i giapponesi iniziarono a schierare i mezzi corazzati lungo le strade principali e in questo modo poterono respingere facilmente gli attacchi cinesi e neutralizzare la strategia nemica; il 18 agosto 1937 l'attacco cinese era ormai fallito.
Nello stesso giorno il generale Chen Cheng raggiunse le linee del fronte e analizzò la situazione tattica con Zhang Zhizhong; essi decisero di impiegare anche la 36ª Divisione che era appena arrivata per un attacco verso le banchine di Hueishan (匯山), sulla sponda settentrionale dello Huangpu River, mentre la 87ª Divisione avrebbe sfondato le linee giapponesi a Yangshupu e sarebbe avanzata fino alle banchine di Hueishan insieme alla 36ª Divisione. Il nuovo attacco sembrò avere successo il 22 agosto quando i carri armati della 36ª Divisione raggiunsero le banchine ma le posizioni raggiunte non poterono essere mantenute a lungo. A causa di carenze tattiche e di addestramento, i mezzi corazzati cinesi erano vulnerabili alle armi anticarro e all'artiglieria giapponesi ed erano praticamente inutili nelle strette strade cittadine, mentre le deboli forze di fanteria vennero isolate e distrutte dalle truppe giapponesi armate di lanciafiamme e mitragliatrici. I cinesi combatterono coraggiosamente e entrarono in azione anche squadre suicide contro i carri armati nipponici; le truppe nazionaliste quasi riuscirono a rigettare il nemico nelle acque dello Huangpu, ma subirono perdite elevatissime; durante la notte del 22 agosto la 36ª Divisione perse più di novanta ufficiali e mille soldati.

#### Operazioni aeree

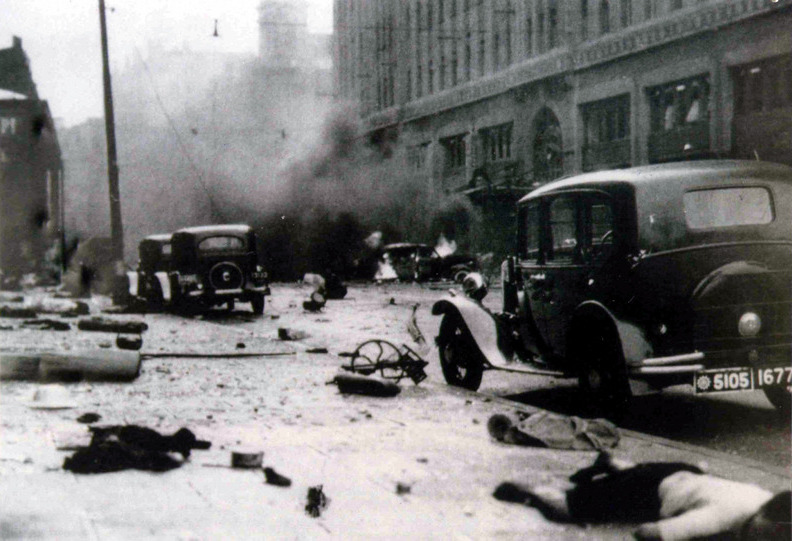
Il bombardamento aereo nella zona delle Concessioni internazionali a Shanghai.

Il 14 agosto 1937 le forze aeree cinesi attaccarono la nave ammiraglia della squadra navale giapponese, l'incrociatore Izumo; il bombardamento in realtà colpì per errore soprattutto l'area delle Concessioni internazionali a Shanghai e sarebbe divenuto famoso come il "Sabato Nero": 700 civili morirono sotto le bombe e in totale furono circa 3 000 i civili morti o feriti a causa dello sganciamento accidentale delle bombe. La maggior parte dei morti si verificarono nel locale di intrattenimento "Great World" dove i rifugiati si erano concentrati dopo essere fuggiti per evitare i combattimenti urbani.

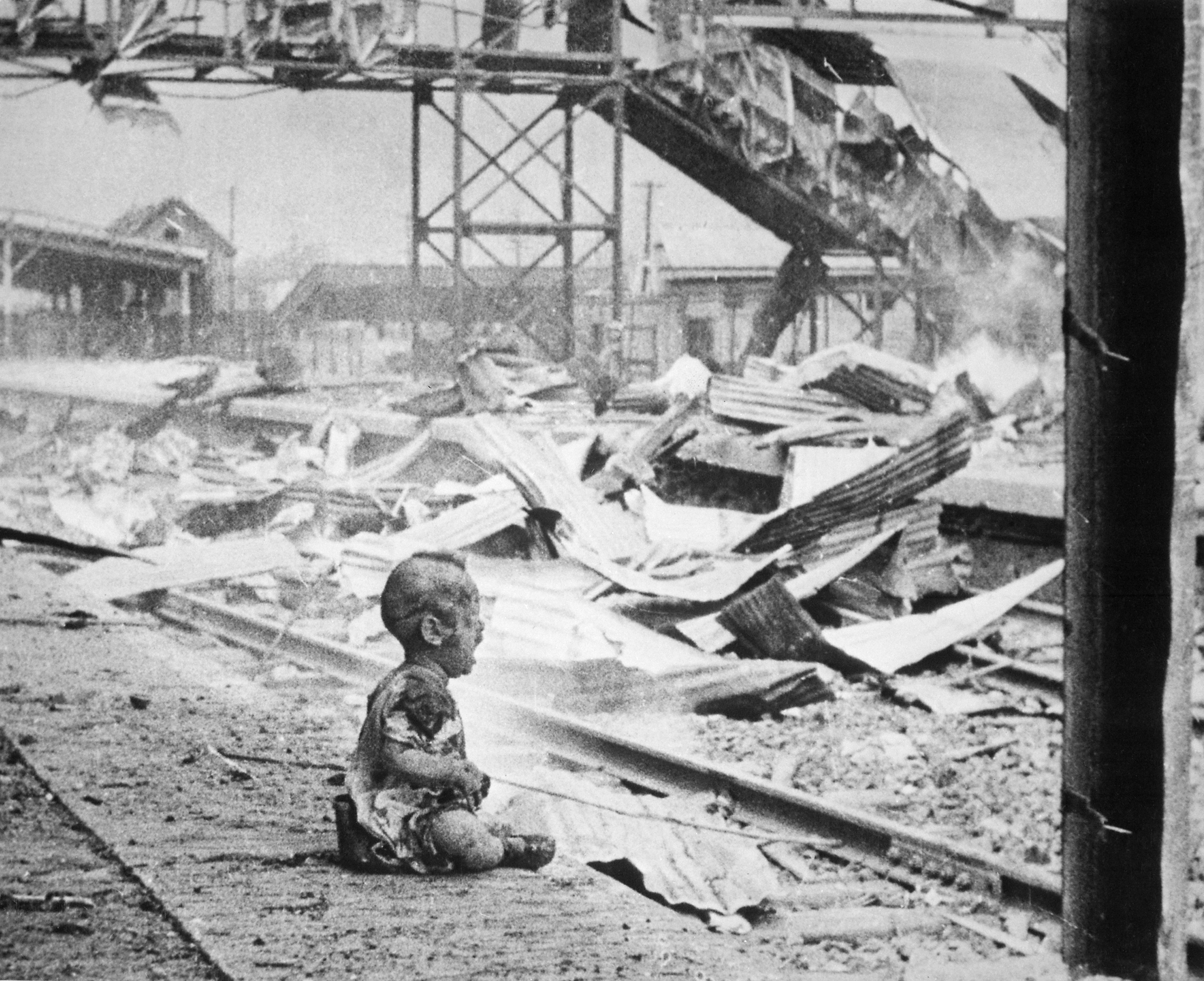
Una foto famosa dei bombardamenti di Shanghai che mostra un bambino ustionato e terrorizzato dopo un attacco aereo giapponese il 28 agosto 1937.

I bombardieri cinesi non avevano intenzione di colpire l'area delle Concessioni internazionali; le quattro bombe che caddero per errore nell'area internazionale erano in realtà dirette contro l'incrociatore Izumo che era ormeggiato vicino, nel fiume Huangpu, adiacente al settore commerciale di Shanghai. Due bombe esplosero sulla Nanking Road e due di fronte al "Great World" sulla Avenue Edward VII, uccidendo circa 2 000 passanti e acquirenti.
Le forze aeree giapponesi reagirono all'attacco contro l'incrociatore Izumo e il 4º Gruppo di volo delle forze aeree cinesi, basato a Henan e guidato dal capitano Gao Zhihang (高志航), abbatté sei aerei nipponici senza subire perdite; in seguito, nel 1940, il governo nazionalista avrebbe annunciato, per sollevare il morale della popolazione, che il 14 agosto sarebbe stato il "Giorno delle forze aeree cinesi". Dal 14 al 18 agosto gli aerei cinesi affrontarono le superiori forze aeree giapponesi in una serie di aspre battaglie aeree nel corso delle quali furono distrutti due interi squadroni di aerei nipponici. Nonostante questi successi, la Cina stava combattendo la guerra aerea in grave inferiorità; dovendo impiegare ogni aereo in suo possesso compresi aerei di seconda mano forniti da alcune nazioni estere. La Cina inoltre non era in grado di produrre autonomamente gli aerei necessari per colmare le perdite in combattimento ed era costantemente a corto di equipaggiamenti e parti di ricambio. Il Giappone al contrario aveva una solida industria aeronautica in grado di progettare e costruire aerei tecnologicamente avanzati e poteva facilmente rimpiazzare gli aerei perduti in battaglia; era quindi impossibile per la Cina competere alla pari con il Giappone nella guerra aerea.
Nella campagna di Shanghai le forze aeree cinesi rivendicarono di aver abbattuto 85 aerei nipponici e affondato 51 navi, ma furono persi 91 aeroplani, che rappresentavano poco meno della metà dell'intera forza aerea a disposizione della Cina in quel momento.

#### Sviluppi della situazione strategica

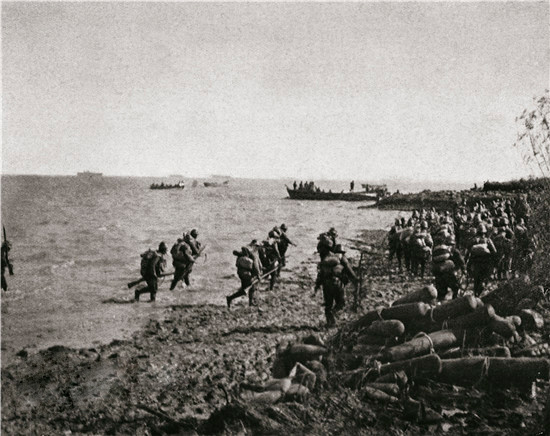
Sbarchi di truppe giapponesi nel settore di Shanghai.

Mentre si combattevano le accanite battaglie dentro Shanghai, la situazione politico-strategica aveva già avuto una evoluzione decisiva fin dal 15 agosto 1937; il governo di Tokyo aveva autorizzato l'invio di rinforzi sostanziali e l'alto comando dell'Esercito imperiale aveva costituito l'Armata di spedizione di Shanghai che, sotto la guida dell'esperto generale Iwane Matsui, sarebbe stata costituita dalla 3ª Divisione e dalla 11ª Divisione, e inviata subito nella città sullo Yangtze. Il 19 agosto il Primo ministro giapponese Fumimaro Konoe annunciò che il conflitto sino-giapponese avrebbe potuto essere risolto solo attraverso la guerra ed escluse la possibilità di tentativi di negoziati promossi da altre nazioni. Konoe disse che il progetto iniziale di localizzare il conflitto nella regione di Shangai si era ormai trasformato in una guerra totale con l'obiettivo finale di costringere il governo cinese a cooperare con il Giappone economicamente e politicamente. Il 23 agosto i giapponesi diedero inizio alla campagna di bombardamenti aerei su Nanchino e altre città della Cina centrale; in quello stesso giorno arrivarono anche i contingenti di rinforzo dell'Armata di spedizione di Shanghai.

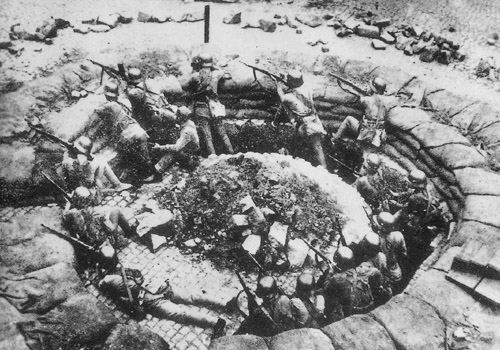
Truppe cinesi, equipaggiate con materiali tedeschi, durante la battaglia di Shanghai.

La 3ª e la 11ª Divisione giapponese in realtà avevano iniziato i primi assalti anfibi fin dal 22 agosto 1937 sotto la copertura del bombardamento navale della flotta nipponica e erano sbarcati a Chuanshakou (川沙口), Shizilin (獅子林) e Baoshan (寶山), città situate sulla costa nord-orientale a circa 50 chilometri dal centro di Shanghai. Gli sbarchi giapponesi nell'area della periferia nord-orientale di Shanghai costrinsero immediatamente l'alto comando cinese a rischierare molte truppe, che si trovavano nel centro urbano della città, nelle regioni costiere per contrastare le forze nermiche sbarcate; di conseguenza il settore dei combattimenti si estese dall'area metropolitana di Shanghai lungo il fiume Huangpu, fino ai distretti costieri nord-orientali. L'offensiva cinese nel centro della città era ormai fallita e si era trasformata in una lotta statica di logoramento con pesanti perdite per entrambe le parti e cambiamenti minimi delle linee del fronte.

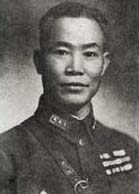
Il generale cinese Chen Cheng, principale collaboratore di Chiang Kai-shek.

Il fallimento dell'offensiva iniziale cinese, provocò l'estremo disappunto di Chiang Kai-shek e del suo stato maggiore; all'inizio della battaglia il generale Zhang Zhizhong, comandante ufficialmente della 5ª Armata e della "zona di guerra di Nanchino-Shanghai", era il responsabile superiore delle operazioni militari cinesi. Il generale tuttavia venne duramente criticato da Chiang per l'insufficienza dei suoi preparativi, in particolare a causa della carenza di armi in grado di perforare le fortificazioni dei bunker giapponesi prima dell'assalto ad ondate delle truppe di fanteria; questi attacchi frontali avevano causato enormi perdite ad alcune divisioni fin dall'inizio della battaglia. Il generale Zhang venne anche criticato per il suo eccessivo ottimismo e per la sua tendenza a perdere tempo in conferenze stampa con giornalisti cinesi e stranieri presenti nella grande città portuale. Chiang Kai-shek e il suo stato maggiore, tra cui i generali Chen Cheng e Gu Zhutong, di conseguenza iniziarono a sottrarre una parte dei suoi incarichi operativi a Zhang; Chiang in persona divenne il comandante della "Terza zona di guerra", che comprendeva Shanghai.
Il fallimento dell'offensiva iniziale cinese evidenziò che, nonostante la loro netta superiorità numerica rispetto alla guarnigione giapponese, l'esercito nazionalista non era in grado di raggiungere i suoi obiettivi soprattutto a causa della mancanza di armi e artiglierie efficienti. Inoltre la flotta nipponica, navigando liberamente nei corsi d'acqua di Shanghai, era in grado di bombardare con micidiale efficacia con i suoi cannoni pesanti le posizioni cinesi nella città; in queste circostanze, l'offensiva giapponese, una volta giunti adeguati rinforzi, aveva quindi la quasi certezza di raggiungere il successo.

### Seconda fase (23 agosto - 26 ottobre)
Il periodo della battaglia di Shanghai caratterizzato dai combattimenti più duri e sanguinosi continuò dal 23 agosto, data dell'inizio degli sbarchi dei rinforzi giapponesi dell'Armata di spedizione di Shanghai del generale Matsui, al 26 ottobre, quando i cinesi si ritirarono dall'area metropolitana della città. Durante questo periodo, la battaglia si concentrò in un settore di circa 40 chilometri di ampiezza, dall'area metropolitana di Shanghai fino alla città di Liuhe (瀏河), localizzata a nord-est della metropoli, sulla costa dove i giapponesi avevano effettuato i loro sbarchi.
In questa fase, l'Armata di spedizione di Shanghai venne costantemente rinforzata per superare finalmente l'inattesa e accanita resistenza cinese; su ordine dell'alto comando nipponico dell'11 settembre 1937, furono quindi sbarcate, nel periodo compreso tra il 22 settembre e il 1º ottobre, la 9ª Divisione, la 13ª Divisione e la 101ª Divisione, a cui furono aggiunte la 5ª Brigata di artiglieria pesante e una brigata mista costituita da una serie di unità minori.

#### Difesa contro gli sbarchi giapponesi (23 agosto - 10 settembre)

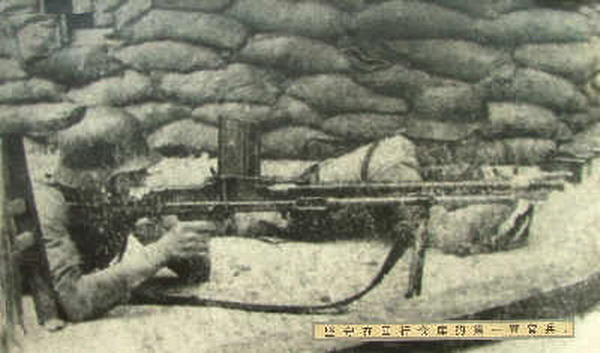
Mitraglieri cinesi in azione.

Il 23 agosto 1937 l'Armata di spedizione di Shanghai iniziò a sbarcare a Liuhe, Wusong (吳淞), e Chuanshakou; Chiang Kai-shek aveva previsto che queste città costiere sarebbero state vulnerabili in caso di sbarchi giapponesi e aveva ordinato al generale Chen Cheng di rinforzare il settore con le truppe della 18ª Armata, tuttavia le forze cinesi non erano in grado di contrastare la superiore potenza di fuoco dei giapponesi che quasi sempre iniziavano i loro assalti con pesante fuoco navale e bombardamenti aerei delle fortificazioni difensive costiere e delle trincee nemiche. Queste azioni preparatorie spesso distrussero completamente le guarnigioni costiere cinese che tuttavia riuscirono quasi subito ad inviare rinforzi per contrastare l'avanzata delle truppe giapponesi sbarcate subito dopo i bombardamenti iniziali.

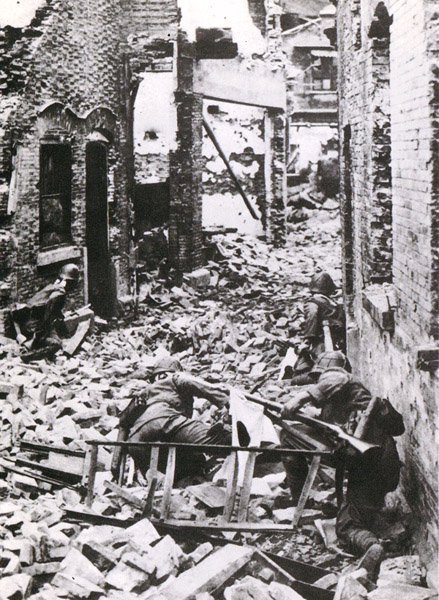
Truppe giapponesi in combattimento tra le rovine.

Nelle due settimane seguenti gli sbarchi delle divisioni del generale Matsui, le forze cinesi e giapponesi combatterono una serie di aspre battaglie nelle numerose cittadine e villaggi lungo la costa; le forze cinesi disponevano solo di armi di piccolo calibro per contrastare gli assalti anfibi e non erano sufficientemente supportate dall'aviazione e dalle quasi inesistenti forze navali. Di conseguenza i cinesi subirono forti perdite nelle operazioni difensive; interi reggimenti si ridussero a causa dei combattimenti ad un pugno di uomini. Inoltre le postazioni difensive costiere cinesi erano state costruite in fretta e non offrivano molta protezione contro gli attacchi nemici; molte trincee erano organizzate sommariamente durante le brevi pause dei combattimenti.

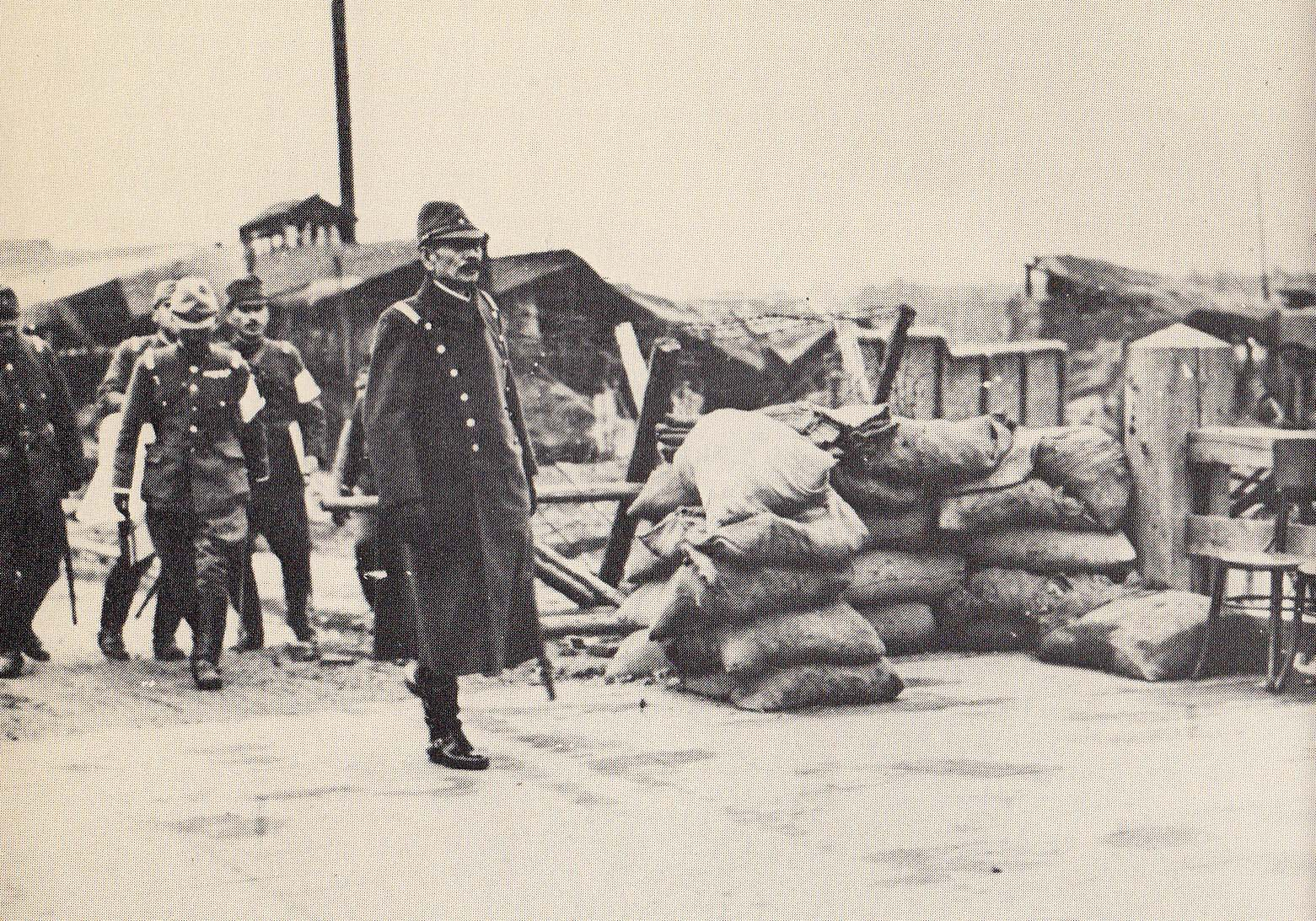
Il generale Iwane Matsui ispeziona le posizioni delle sue truppe a Shanghai.

Le caratteristiche del suolo sabbioso della regione costiera rendevano difficile costruire solide fortificazioni e molte trincee crollarono a causa delle piogge; i cinesi erano in corsa contro il tempo per costruire e riparare queste postazioni nonostante i costanti bombardamenti giapponesi. A causa delle carenze logistiche, era particolarmente difficile per i cinesi trasportare fino alla linea del fronte i materiali da costruzione necessari; le truppe nazionaliste spesso dovettero ricorrere alle rovine degli edifici bombardati per ottenere travi, mattoni e altri materiali di questo tipo. Nonostante queste difficoltà, le truppe cinesi si batterono validamente e tentarono di resistere per il maggior tempo possibile nei villaggi sulla costa; spesso i soldati giapponesi riuscivano di giorno ad occupare le cittadine grazie anche al potente supporto navale, ma di notte riperdevano le posizioni conquistate, a causa dei contrattacchi cinesi.
Attacchi e contrattacchi continuarono fino alla fine di agosto quando la caduta della città di Baoshan, un importante villaggio costiero, sembrò imminente. Chiang Kai-shek ordinò ai resti della 98ª Divisione di difendere fino all'ultimo la città e un battaglione, guidato dal comandante Yao Ziqing (姚子青), ricevette l'incarico di resistere. La situazione di Baoshan divenne sempre più critica e il 5 settembre 1937 la città fu circondata dalle truppe giapponesi; nonostante la posizione disperata, Yao ordinò ai suoi uomini di resistere ad oltranza. L'artiglieria pesante giapponese ridusse in macerie la città e lo stesso Yao fu ucciso nei cruenti combattimenti ravvicinati tra le rovine; il 6 settembre 1937 Baoshan cadde e l'intero battaglione, tranne un soldato superstite, fu distrutto in azione; i cinesi avrebbero continuato a subire perdite così pesanti durante l'intera campagna di Shanghai.

#### Combattimenti intorno a Luodian (11-30 settembre)

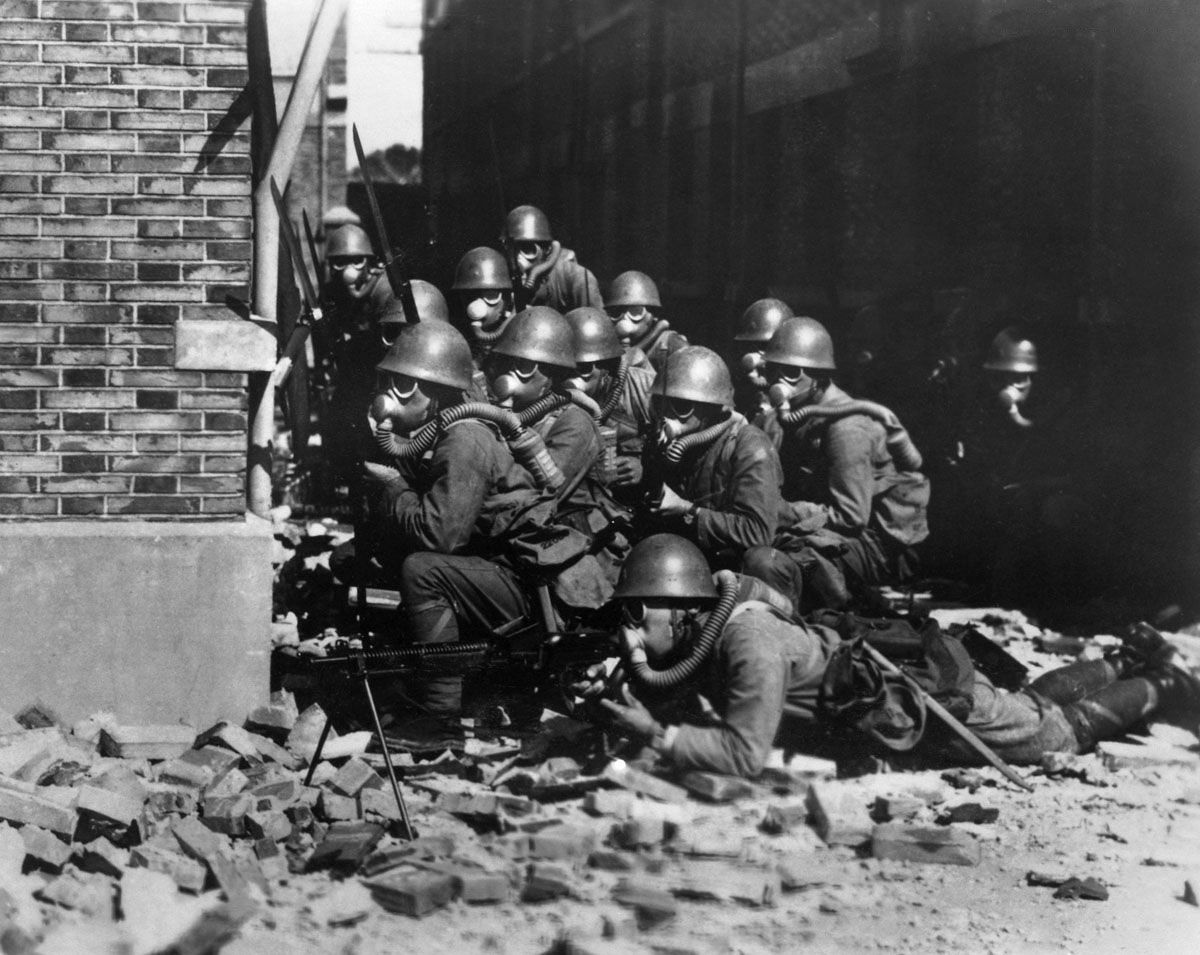
Soldati giapponesi equipaggiati con maschere antigas.

L'11 settembre, dopo la caduta di Baoshan, l'esercito cinese si ritirò su nuove posizioni difensive intorno alla piccola cittadina di Luodian (羅店), un nodo di comunicazioni che collegava Baoshan, il centro di Shanghai, Jiading, Songjiang e una serie di altri città; la difesa di Luodian era di grande importanza strategica per proteggere Suzhou e Shanghai, come, fin dal 29 agosto, il generale tedesco Alexander von Falkenhausen aveva detto a Chiang Kai-shek; il consigliere militare affermò che la città avrebbe dovuto essere difesa a tutti i costi. I cinesi raggrupparono circa 300 000 soldati in quest'area, mentre l'Armata di spedizione di Shanghai concentrò più di 100 000 soldati giapponesi, supportati dalle navi da guerra, carri armati e aerei.

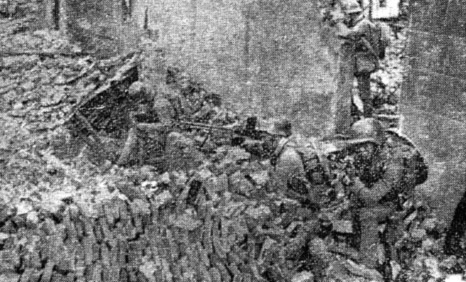
Soldati cinesi in combattimento tra le rovine.

La battaglia per Luodian fu accanita e sanguinosa; per questo motivo divenne nota come la "macina della carne e del sangue"
(血肉磨坊). Gli attacchi giapponesi tipicamente iniziavano all'alba con un bombardamento aereo concentrato che era seguito dal rilascio di palloni da osservazione per individuare la localizzazione esatta delle posizioni cinesi superstiti, per l'artiglieria terrestre e i cannoni navali. La fanteria giapponese avanzava sotto la copertura di cortine fumogene e con supporto di mezzi corazzati; gli aerei giapponesi accompagnavano la fanteria e mitragliavano i rinforzi cinesi.
I cinesi si difesero coraggiosamente nonostante la schiacciante potenza di fuoco del nemico; durante la notte i soldati nazionalisti collocavano mine lungo le strade che collegavano le città costiere con Luodian e si impegnavano in combattimenti notturni per tagliare fuori le avanguardie giapponese. All'alba i cinesi schieravano sulle prime linee difensive solo un numero ridotto di soldati per ridurre le perdite causate dagli intensi bombardamenti iniziali giapponesi; i cinesi quindi sbucavano dalle posizioni di seconda linea e contrattaccavano le truppe di terra nipponiche quando esse iniziavano ad avanzare dopo la fine degli attacchi aerei e navali preliminari.
Nonostante la superiorità numerica, le truppe cinesi non furono in grado di difendere con successo Luodian; la superiorità giapponese di potenza di fuoco costrinse i cinesi ad una difesa passiva delle posizioni, senza poter sferrare contrattacchi fino all'ultimo momento quando le truppe nipponiche erano ormai arrivate alle trincee. L'alto comando cinese prese la decisione di difendere la città fino all'ultimo e questa tattica naturalmente accelerò il logoramento dei reparti nazionalisti; le perdite del gruppo d'armate di Chen Cheng superarono il 50% degli effettivi; alla fine del mese di settembre i cinesi erano ormai decimati e furono costretti ad abbandonare Luodian.

#### Combattimenti per Dachang (1-26 ottobre)
Il 1º ottobre, su consiglio dei suoi generali, il Primo ministro giapponese Fumimaro Konoe decise di collegare strategicamente i due teatri di guerra della Cina settentrionale e della Cina centrale e lanciare una grande offensiva decisiva per sottomettere il governo nazionalista cinese e concludere vittoriosamente la guerra. Da questo momento, le forze di terra giapponesi schierate nella regione di Shanghai salirono a più di 200 000 soldati. Le truppe nipponiche occuparono anche la città di Liuhang (劉行), a sud di Luodiane e in questo modo la linea del fronte si spostò ulteriormente a sud fino alle rive del fiume Yunzaobin (蘊藻濱); l'obiettivo dei giapponesi era attraversare lo Yunzaobin e conquistare la città di Dachang (大場), che era un importante centro di collegamento tra le truppe cinesi nel centro di Shanghai e le cittadine della periferia nord-occidentale.

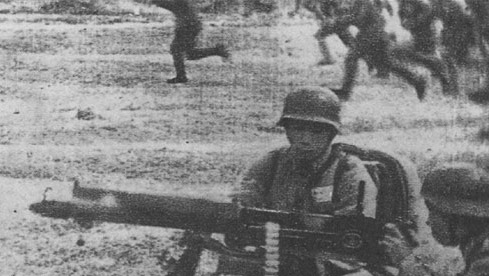
Mitraglieri cinesi.

La perdita di Dachang avrebbe aggravato in modo decisivo la situazione dell'esercito di Chiang; le truppe cinesi sarebbero state costrette a cedere le loro posizioni nel centro di Shanghai e nelle regioni a est del fiume Huangpu per evitare di essere accerchiati dai giapponesi. Di conseguenza la difesa di Dachang era di grande importanza per permettere all'esercito cinese di continuare a combattere nella zona di guerra di Shanghai; per questo motivo Chiang Kai-shek concentrò tutte le truppe residue che egli fu in grado di mobilitare.

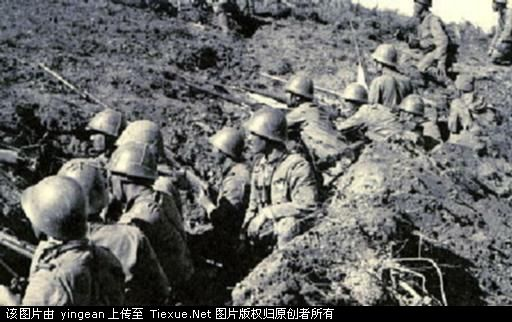
Fanteria giapponese in trincea prima di lanciare un attacco.

I due eserciti combatterono inizialmente una serie di incerte battaglie dall'esito alterno che si conclusero senza significativi cambiamenti delle linee del fronte lungo il fiume Yunzaobin; dall'11 settembre al 20 ottobre, l'armata giapponese fu in grado di avanzare solo di cinque chilometri. Gli scontri furono particolarmente accaniti e in alcuni momenti, le posizioni cambiarono di mano anche cinque volte in un solo giorno. Il 17 ottobre 1937 arrivò al fronte l'armata cinese del Guangxi che, al comando dei generali Li Zongren e Bai Chongxi, finalmente si unì all'armata centrale di Chiang per partecipare alla battaglia per Shanghai; i cinesi quindi poterono organizzare una controffensiva finale per tentare di consolidare le proprie posizioni intorno a Dachang e riconquistare le rive del fiume Yunzaobin.
Questa disperata controffensiva tuttavia fu malamente coordinata e venne schiacciata ancora una volta dalla superiore potenza di fuoco giapponese; i nipponici utilizzarono circa 700 cannoni e 150 bombardieri nelle operazioni per Dachang e la città venne totalmente ridotta in macerie. I combattimenti furono così violenti che il numero di perdite cinesi raggiunse in alcune occasioni il numero di mille ogni ora, e alcune divisioni furono praticamente distrutte dopo solo pochi giorni di operazioni. Gli scontri continuarono fino al 25 ottobre, quando anche Dachang alla fine venne occupata dai giapponesi; dopo questa sconfitta, le truppe cinesi non potevano far altro che ripiegare dal centro di Shanghai che essi avevano difeso accanitamente per quasi tre mesi.

### Terza fase (27 ottobre - 26 novembre)

#### Ritirata cinese dall'area metropolitana di Shanghai

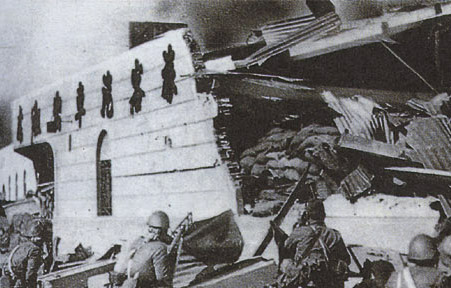
Le truppe giapponesi conquistano la stazione settentrionale di Shanghai.

A partire dalla notte del 26 ottobre 1937, le truppe cinesi iniziarono la ritirata dall'area urbana centrale di Shanghai; a causa della caduta di Dachhang e di altre importanti città della periferia della metropoli, Chiang Kai-shek fu costretto ad ordinare alle sue forze di ripiegare, evacuando Zhabei, Jiangwan (江灣), e le altre posizioni che i soldati cinesi erano riusciti a difendere validamente per settantacinque giorni senza cedere di fronte alla potenza di fuoco giapponese. Il generalissimo tuttavia, decise di lasciare un battaglione dell'88ª Divisione a Zhabei per difendere ad oltranza il deposito di Sihang sulla riva settentrionale del fiume Suzhou.
Chiang riteneva importante per motivi propagandistici non abbandonare completamente il centro di Shanghai mentre era in corso una sessione dei rappresentanti delle nazioni firmatarie del Trattato delle Nove Potenze che erano riuniti a Bruxelles e avrebbero potuto decidere un intervento occidentale nel conflitto sino-giapponese. Mentre gli altri reparti cinesi attraversavano il fiume Suzhou e si raggruppavano per la battaglia finale contro l'esercito giapponese, i pochi difensori del deposito di Sihang invece si batterono dal 26 ottobre al 1º novembre e respinsero numerosi attacchi delle preponderanti forze giapponesi della 3ª Divisione, guadagnando tempo e proteggendo la ritirata verso ovest del grosso dell'esercito cinese.
L'efficace difesa del deposito di Sihang rappresentò un successo morale per l'esercito nazionalista e contribuì a conservare la fiducia tra i militari e l'opinione pubblica nonostante la perdita di Shanghai.

#### Combattimenti lungo il fiume Suzhou
Il piano originario di Chiang Kai-shek prevedeva di combattere ad oltranza nella regione a sud del fiume Suzhou e infliggere il maggior numero possibile di perdite ai giapponesi. In realtà, dopo tre mesi di logoranti combattimenti, le truppe cinesi erano ormai indebolite e la loro potenza di combattimento era molto ridotta; la maggior parte delle unità dovevano rimanere in azione con forze dimezzate e di conseguenza le divisioni avevano una forza reale equivalente inferiore a quella di due reggimenti. In questa fase avanzata della battaglia, erano necessarie da otto a dodici divisioni cinesi per competere con la forza combattente di solo una divisione dell'Esercito imperiale giapponese. I generali cinesi erano consapevoli di questa inferiorità ed erano pessimisti sull'esito della battaglia lungo il fiume Suzhou.
I generali Li Zongren, Bai Chongxi, Zhang Fakui ed altri comandanti insistevano per proporre un'ulteriore ritirata; essi ritenevano che le truppe cinesi dovessero schierarsi sulle linee difensive di Wufu e Xicheng per proteggere le vie di accesso alla capitale nazionalista Nanchino. Chiang non condivideva queste valutazioni e richiedeva che i reparti cinesi continuassero a combattere sulla riva meridionale del fiume Suzhou; il 28 ottobre il generalissimo arrivò personalmente sul campo di battaglia per sollevare il morale delle sue truppe e galvanizzare la loro resistenza, ma la situazione tattica era pessima. Il 30 ottobre 1937 le truppe giapponesi attraversarono il fiume Suzhou mettendo in pericolo le vie di comunicazioni delle forze cinesi che rischiavano di essere accerchiate; l'esercito nazionalista era ormai al limite delle sue capacità di resistenza.

#### Sbarchi giapponesi a Jinshanwei

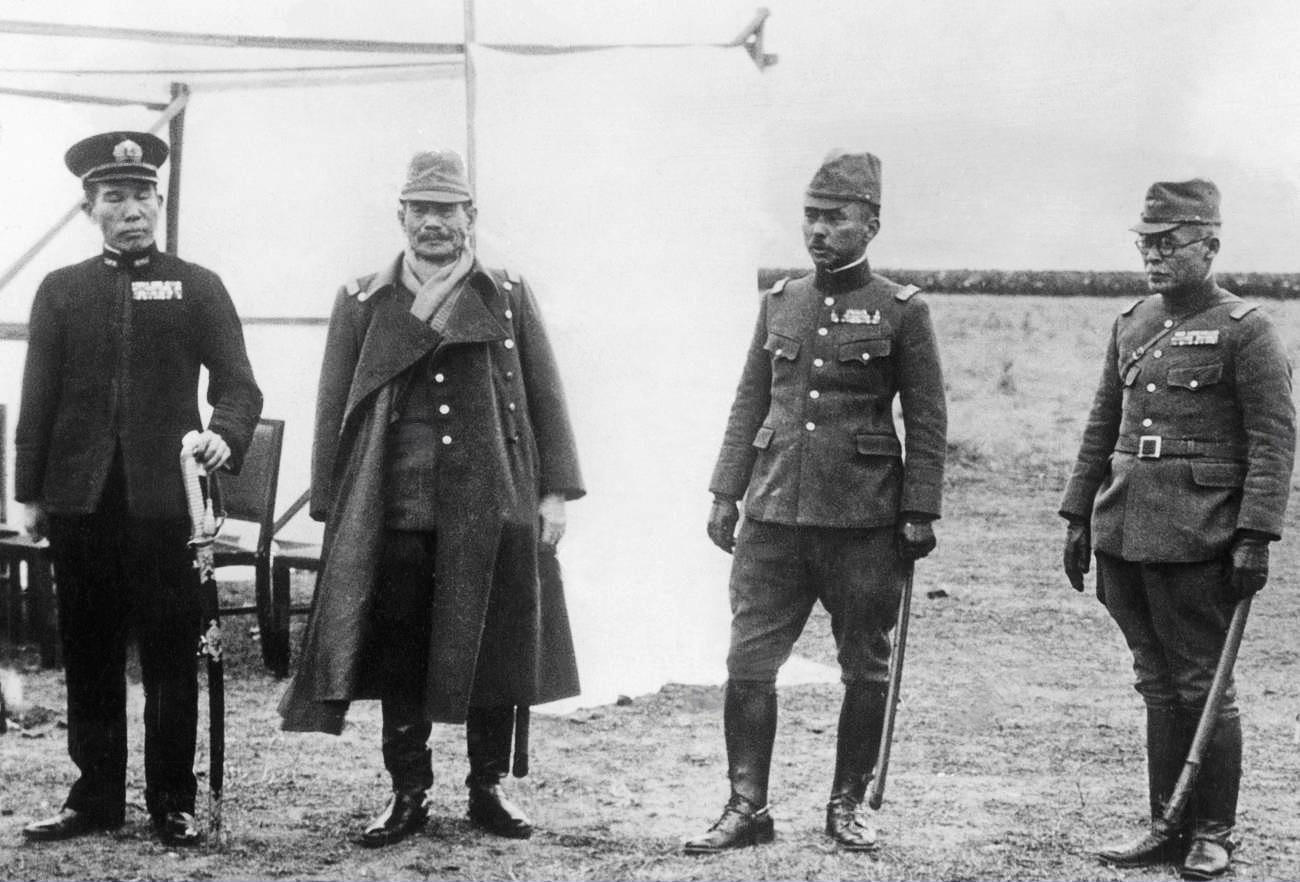
I capi giapponese nella battaglia di Shanghai. Da sinistra l'ammiraglio Kiyoshi Hasegawa, il generale Iwane Matsui, il principe Yasuhiko Asaka, il generale Heisuke Yanagawa.

Fin dal 12 ottobre 1937, mentre si combatteva accanitamente nel settore di Dachang e nel centro di Shanghai, l'alto comando giapponese aveva già formulato piani dettagliati per effettuare un nuovo sbarco strategico possibilmente decisivo nel settore di Jinshanwei (金山衛), una città localizzata sulla riva settentrionale della baia di Hangzhou, a sud della regione di Shanghai. Gli sbarchi a Jinshanwei avrebbero permesso un'avanzata in forze verso nord in direzione della grande città che avrebbe completato strategicamente gli sbarchi avvenuti nelle città nord-orientali tra la fine di agosto e la metà di settembre, che erano stati seguiti dall'avanzata verso sud fino al fiume Suzhou.

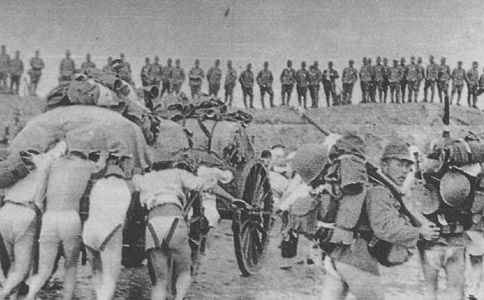
Sbarco di materiali e rincalzi giapponesi nella baia di Hangzhou.

Nel mese di ottobre quindi le forze giapponesi nel settore di Shanghai vennero ulteriormente rafforzate con l'assegnazione di una nuova armata, la 10ª Armata del generale Heisuke Yanagawa, costituita dalla 6ª Divisione, dalla 18ª Divisione e dalla 114ª Divisione; questi nuovi reparti sarebbero sbarcati a Jinshanwei. Il 7 novembre 1937, dopo l'inizio degli sbarchi, la catena di comando nipponica venne riorganizzata e venne costituito il comando superiore dell'Armata regionale della Cina centrale che venne assegnato al generale Iwane Matsui; questo nuovo comando superiore avrebbe controllato sia l'Armata di spedizione di Shanghai originaria, di cui il generale Matsui avrebbe per il momento mantenuto il comando, sia la nuova 10ª Armata del generale Yanagawa.
Chiang Kai-shek aveva previsto il piano strategico giapponese di accerchiare il suo esercito a Shanghai avanzando concentricamente da nord e da sud, e aveva già ordinato ai suoi generali di prendere misure precauzionali per contrastare un possibile sbarco nipponico a Jinshanwei. Di fatto, l'imminente caduta della posizione di Dachang alla fine di ottobre, costrinse tuttavia Chiang a trasferire in quel settore critico le divisioni cinesi che in origine erano state posizionate lungo la costa settentrionale della baia di Hangzhou.
La carenza di truppe e fortificazioni cinesi sulla costa della baia di Hangzhou, permise alle divisioni fresche della 10ª Armata giapponese del generale Yanagawa di sbarcare con facilità a Jinshanwei a partire dal 5 novembre. Jinshanwei si trovava a soli 40 chilometri dalle rive del fiume Suzhou, dove si erano appena ritirate le truppe cinesi dopo la caduta di Dachang; le forze giapponesi sbarcate poterono quindi avanzare subito verso nord e mettere in pericolo le comunicazioni dell'esercito nazionalista ancora in combattimento nel settore di Shanghai.

#### Ritirata cinese da Shanghai

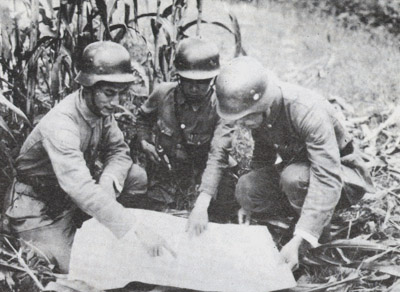
Ufficiali cinesi controllano la situazione tattica sulle mappe, durante la battaglia di Shanghai.

Gli sbarchi giapponesi a Jinshanwei mettevano in pericolo l'intero esercito cinese concentrato nel settore di Shanghai; di conseguenza le forze nazionaliste di Chiang furono costrette ad abbandonare le posizioni sulla linea del fronte e tentare di sfuggire alla manovra d'accerchiamento. In realtà Chiang Kai-shek sperava ancora in un intervento delle nazioni comprese nel Trattato delle Nove Potenze che avrebbero potuto decidere l'applicazione di sanzioni all'aggressore nipponico; egli quindi attese fino all'8 novembre 1937 prima di diramare l'ordine definitivo di ritirata generale dell'intero fronte di Shanghai. Tutti i reparti cinesi ricevettero l'ordine di ripiegare verso le cittadine poste a ovest della metropoli e quindi schierarsi sulle ultime linee difensive preparate per impedire ai giapponesi di raggiungere la capitale nazionalista Nanchino.
A questo punto l'esercito cinese era totalmente logorato e carente di munizioni e rifornimenti; non era più possibile quindi difendere le linee arretrate; la linea di Kunshan venne travolta in due soli giorni e le truppe superstiti iniziarono il 13 novembre a spostarsi verso le fortificazioni della linea Wufu; l'esercito nazionalista stava combattendo con le ultime forze a disposizione e la linea del fronte era sull'orlo del collasso definitivo.
Nella situazione di massima confusione che seguì agli ordini di ritirata generale, molte unità cinesi si disgregarono e persero il contatto con gli ufficiali addetti alle comunicazioni che avevano le mappe e le disposizioni operative sulle fortificazioni. Inoltre, quando le truppe cinesi arrivarono alla linea Wufu, scoprirono che alcuni degli ufficiali civili assegnati per riceverli e schierarli, non erano sul posto ad attenderli, essendo già fuggiti portando con loro le chiavi delle postazioni fortificate. Le esauste e demoralizzate formazioni dell'esercito nazionalista, che erano appena fuggite dalla sanguinosa battaglia per Shanghai con la speranza di trovare nelle retrovie delle linee difensive ben preparate, scoprirono invece che non era possibile utilizzare quelle fortificazioni.

### La marcia su Nanchino
L’intento del generale Iwane Matsui era quello di far sbarcare le sue truppe a Shangai per poi dirigersi verso Nanchino, la capitale della cina nazionalista.

### Annotazioni
1. ↑  Citata anche come battaglia di Songhu o prima battaglia di Shanghai per distinguerla dalla successiva combattuta nel 1949 tra le opposte fazioni nel più ampio contesto della guerra civile cinese.

### Fonti
1. 1 2 3 4  I. Montanelli-M. Cervi, Due secoli di guerre, vol. 8, p. 92.
2. 1 2  J. L. Margolin, L'esercito dell'Imperatore, p. 239.
3. ↑  J. Toland, L'eclissi del Sol Levante, p. 75.
4. ↑  AA.VV., Germany and the second world war, vol. VI, pp. 246-247.
5. ↑  I. Montanelli-M. Cervi, Due secoli di guerre, vol. 8, p. 89.
6. ↑  E. Palmer Hoyt, Japan's War: The Great Pacific Conflict, p. 152.
7. ↑  P. Harmsen, Shanghai 1937: Stalingrad on the Yangtze, p. 112.
8. ↑  F. E. Wakeman, Policing Shanghai, 1927-1937, p. 280.
9. ↑  F. E. Wakeman, Policing Shanghai, 1927-1937, p. 281.
10. ↑  B. Wesserstein, Secret war in Shanghai, p. 16.